# Singspiel (Band)
Singspiel war eine deutsche Folkrock-Band der 1970er Jahre.

## Geschichte
Die 1972 gegründete Gruppe Singspiel bestand aus den Musikern Wolfgang Klumb, Wolfgang Leyh und Jörg Suckow. Sie spielte hauptsächlich zeitgenössisch interpretierte deutsche Volkslieder, aber auch eigene Stücke und Coverversionen. Kennzeichen waren ein oft mehrstimmiger Gesang und die überwiegende Verwendung von akustischen Instrumenten. Alle Bandmitglieder spielten Gitarre, Klumb zudem Bass und Tamburin, Suckow ebenfalls Bass bzw. E-Bass und Cello und Leyh E-Gitarre. Gastmusiker auf den Alben waren Andreas Osterrieth, Rolf Kilchling und Peter Beyer.
Veröffentlicht wurden zwei Langspielplatten: im Jahr 1975 Singspiel und zwei Jahre später Vor Beginn der Regentage. An Hannes Waders Album Volkssänger von 1975 war die Gruppe als Background-Sänger beteiligt.
Jörg Suckow spielte im selben Zeitraum auch mit Hannes Wader, er war an dessen Alben Der Rattenfänger (1974), Plattdeutsche Lieder (1974), Volkssänger (1975) und Wieder unterwegs (1979) als Cellist und teilweise auch als Bassist beteiligt. An den Aufnahmen zu Klaus Hoffmanns Alben Was bleibt? (1976) und Was fang ich an in dieser Stadt? (1978) nahm Suckow (Gitarre, Gesang) ebenfalls teil. Er war bei den Folk-Friends-Treffen in Struckum präsent und ist auf den dort entstandenen Alben Folk Friends (1979) und Folk Friends 2 (1981) zu hören.

## Diskografie
- 1975: Singspiel (Album; RCA Victor PPL 1-4056)[2]
- 1977: Vor Beginn der Regentage (Album; RCA Victor PL 28303)[3]